# خانتوس ۴۵۴۴

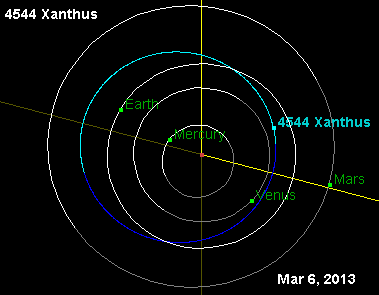
سیارک ۴۵۴۴

سیارک ۴۵۴۴ (به انگلیسی: 4544 Xanthus، نامگذاری:1989FB) چهار هزار و پانصد و چهل و چهارمین سیارک کشف شده‌است که در ۳۱ مارس ۱۹۸۹ کشف شد.
قدر مطلق سیارک برابر ۱۷٫۱۰ است.